# Alció venerat
L'alció venerat (Todiramphus veneratus) és una espècie d'ocell de la família dels alcedínids (Alcedinidae) que habita els manglars de Tahití i Morea (Polinèsia francesa), a les illes de la Societat.

## Taxonomia
Tradicionalment s'han considerat dues subespècies:
- T. v. veneratus (JF Gmelin, 1788). De Tahití (Illes de la Societat).
- T. v. youngi Sharpe, 1892. De Moorea (Illes de la Societat).

Modernament però, la segona ha estat considerada una espècie de ple dret: Alció de Moorea (Todiramphus youngi).